# Рябчич Віктор Андрійович
Віктор Андрійович Рябчич (4 вересня 1939, село Деренковець, тепер Черкаського району Черкаської області — ?) — молдавський радянський діяч, голова Ради колгоспів Молдавської РСР. Член ЦК КП Молдавії в 1976—1990 роках. Депутат Верховної Ради Молдавської РСР 9—11-го скликань.

## Біографія
Народився в селянській родині. З 1954 року працював у колгоспі.
У 1957—1958 роках — робітник Набутівського цукрового заводу Корсунь-Шевченківського району Черкаської області.
У 1958 році — тракторист радгоспу «Комсомольський» Джетигаринського району Кустанайської області Казахської РСР.
З 1958 до 1961 року служив у Радянській армії.
З 1961 року — студент Кишинівського державного сільськогосподарського інституту імені Фрунзе.
У 1964—1966 роках — бригадир плодоовочевої бригади колгоспу імені Мічуріна Суворовського району Молдавської РСР.
У 1966 році закінчив Кишинівський державний сільськогосподарський інститут імені Фрунзе.
Член КПРС з 1966 року.
У 1966—1967 роках — старший агроном, у 1967—1971 роках — головний агроном із багаторічних насаджень управління сільського господарства виконавчого комітету Суворовської районної ради депутатів трудящих Молдавської РСР.
У 1971—1973 роках — секретар Суворовського районного комітету КП Молдавії.
У 1973—1975 роках — голова Суворовської районної ради колгоспів Молдавської РСР.
У 1975—1979 роках — 1-й секретар Комратського районного комітету КП Молдавії.
У 1979—1981 роках — 1-й заступник голови Ради колгоспів Молдавської РСР.
У 1981 — після 1987 року — голова Ради колгоспів Молдавської РСР.
Подальша доля невідома.

## Нагороди
- орден Жовтневої Революції
- орден Трудового Червоного Прапора
- медалі